# Енергетична безпека
Енергетична безпека — стан електроенергетики, який гарантує технічно та економічно безпечне задоволення поточних і перспективних потреб споживачів в енергії та охорону навколишнього природного середовища; енергогенеруючі компанії — учасники оптового ринку електричної енергії України, які володіють чи користуються генеруючими потужностями, виробляють і продають електричну енергію.
Під енергетичною безпекою слід розуміти здатність держави в особі її органів управління забезпечити кінцевих споживачів енергією в необхідному обсязі та належної якості у звичайних умовах, а також під час дії дестабілізуючих факторів (надзвичайних ситуацій) внутрішнього чи зовнішнього характеру у межах гарантованого покриття мінімального обсягу найважливіших потреб країни, окремих її районів, міст, селищ чи об'єктів у паливно-енергетичних ресурсах.
Конкретним виміром забезпечення енергетичної безпеки, прийнятим за стандарт у західних країнах, є створення тримісячного стратегічного резерву нафти та нафтопродуктів.

## Енергетична безпека України
Щодо України, то вона сьогодні[коли?] знаходиться в умовах майже повної залежності від постачання енергоносіїв із Росії (приблизно на 75-80 %. Власний видобуток покриває 10-12 % потреби в нафті та 20-25 % — у природному газі), яка й залишатиметься основним постачальником нафти та газу на довгострокову перспективу, з огляду на їхні величезні запаси та незначну відстань для транспортування. Водночас вирішення питання диверсифікації джерел надходження газу, нафти та ядерного палива (щодо останнього, то Україна знаходиться майже у 100 % залежності від поставок з РФ) для нас означає, зрештою, здобуття необхідної свободи політичного маневру та вибір.